# Temporada 1968-69 de l'NBA
La temporada 1968-69 de l'NBA fou la 23a de la història de l'NBA. Boston Celtics fou el campió després de guanyar Los Angeles Lakers per 4-3.

## Classificacions
- Divisió Est

| Equip              | V  | D  | %V   | P  |
| ------------------ | -- | -- | ---- | -- |
| Baltimore Bullets  | 57 | 25 | ,695 | -  |
| Philadelphia 76ers | 55 | 27 | ,671 | 2  |
| New York Knicks    | 54 | 28 | ,659 | 3  |
| Boston Celtics C   | 48 | 34 | ,585 | 9  |
| Cincinnati Royals  | 41 | 41 | ,500 | 16 |
| Detroit Pistons    | 32 | 50 | ,390 | 25 |
| Milwaukee Bucks    | 27 | 55 | ,329 | 30 |

- Divisió Oest

| Equip                  | V  | D  | %V   | P  |
| ---------------------- | -- | -- | ---- | -- |
| Los Angeles Lakers     | 55 | 27 | ,671 | -  |
| Atlanta Hawks          | 48 | 34 | ,585 | 7  |
| San Francisco Warriors | 41 | 41 | ,500 | 14 |
| San Diego Rockets      | 37 | 45 | ,451 | 18 |
| Chicago Bulls          | 33 | 49 | ,402 | 22 |
| Seattle SuperSonics    | 30 | 52 | ,366 | 25 |
| Phoenix Suns           | 16 | 66 | ,195 | 39 |

* V: Victòries
* D: Derrotes
* %V: Percentatge de victòries
* P: Diferència de partits respecte al primer lloc
* C: Campió

## Estadístiques
| Categoria                   | Jugador          | Equip              | Mitjana/% |
| --------------------------- | ---------------- | ------------------ | --------- |
| Punts per partit            | Elvin Hayes      | San Diego Rockets  | 28,4      |
| Rebots per partit           | Wilt Chamberlain | Philadelphia 76ers | 21,1      |
| Assistències per partit     | Oscar Robertson  | Cincinnati Royals  | 9,8       |
| Percentatge de tirs de camp | Wilt Chamberlain | Philadelphia 76ers | 58,3      |
| Percentatge de tirs lliures | Larry Siegfried  | Boston Celtics     | 86,4      |

## Premis
- MVP de la temporada
  -  Wes Unseld (Baltimore Bullets)

- Rookie de l'any
  -  Wes Unseld (Baltimore Bullets)

- Entrenador de l'any
  -  Gene Shue (Baltimore Bullets)

- Primer quintet de la temporada
  - Elgin Baylor, Los Angeles Lakers
  - Wes Unseld, Baltimore Bullets
  - Billy Cunningham, Philadelphia 76ers
  - Earl Monroe, Baltimore Bullets
  - Oscar Robertson, Cincinnati Royals

- Segon quintet de la temporada
  - Hal Greer, Philadelphia 76ers
  - John Havlicek, Boston Celtics
  - Dave DeBusschere, Detroit Pistons/New York Knicks
  - Jerry West, Los Angeles Lakers
  - Willis Reed, New York Knicks

- Millor quintet de rookies
  - Gary Gregor, Phoenix Suns
  - Wes Unseld, Baltimore Bullets
  - Elvin Hayes, San Diego Rockets
  - Art Harris, Seattle SuperSonics
  - Bill Hewitt, Los Angeles Lakers

- Primer quintet defensiu
  - Dave DeBusschere, Detroit Pistons/New York Knicks
  - Nate Thurmond, San Francisco Warriors
  - Bill Russell, Boston Celtics
  - Walt Frazier, New York Knicks
  - Jerry Sloan, Chicago Bulls

- Segon quintet defensiu
  - Rudy LaRusso, San Francisco Warriors
  - Tom Sanders, Boston Celtics
  - John Havlicek, Boston Celtics
  - Jerry West, Los Angeles Lakers
  - Bill Bridges, Atlanta Hawks